# Mambaí
Mambaí este un oraș în Goiás (GO), Brazilia.